# Elitserien i bandy för damer 1997/1998
Elitserien i bandy för damer 1997/1998 var den högsta serien för bandy i Sverige på damsidan säsongen 1997/1998, och vanns av AIK. Säsongen avslutades med att AIK blev svenska mästarinnor efter seger med 7-4 mot Kareby IS i finalmatchen på Studenternas IP i Uppsala den 21 mars 1998.

## Upplägg
Lag 1-4 gick vidare till slutspel om svenska mästerskapet, lag 5 kvar i Elitserien, lag 6-8 till Division 1. 

## Förlopp
- AIK gick obesegrade igenom Elitserien och slutspelet om svenska mästerskapet 1997/1998, utan att förlora en enda poäng.
- Skytteligan vanns av Anna-Karin Olsson, AIK med 42 fullträffar.[2].
- Västerås SK flyttades ner efter säsongen, och ersattes av Tranås BoIS. Sandvikens AIK skulle ha flyttats ner efter säsongen, men fick stanna kvar då Uppsala BoIS tacka nej till sin plats i Elitserien. BK Ume-Trixa tackade nej till fortsatt spel i Elitserien.
- Finalpubliken på 1 720 åskådare innebar nytt svenskt publikrekord för dambandy.[3]

## Seriespelet
| Nr | Lag               | S  | V  | O | F  | +/-      | P  |
| -- | ----------------- | -- | -- | - | -- | -------- | -- |
| 1  | AIK               | 14 | 14 | 0 | 0  | 143 - 26 | 28 |
| 2  | Kareby IS         | 14 | 9  | 2 | 3  | 65 - 33  | 20 |
| 3  | IK Göta           | 14 | 9  | 0 | 5  | 58 - 62  | 18 |
| 4  | Västerstrands AIK | 14 | 7  | 2 | 5  | 63 - 58  | 16 |
| 5  | Edsbyns IF        | 14 | 5  | 2 | 7  | 53 - 85  | 12 |
| 6  | BK Ume-Trixa      | 14 | 5  | 1 | 8  | 54 - 74  | 11 |
| 7  | Sandvikens AIK    | 14 | 2  | 3 | 9  | 41 - 78  | 0  |
| 8  | Västerås SK       | 14 | 0  | 0 | 14 | 24 - 85  | 0  |

## Slutspel om svenska mästerskapet

### Semifinaler
- 7 mars 1998: IK Göta-AIK 3-11
- Västerstrand AIK-Kareby IS 2-5
- Kareby IS-Västerstrands AIK 6-2 (Kareby IS vidare med 2-0 i matcher)
- 14 mars 1998: AIK-IK Göta 12-0 (AIK vidare med 2-0 i matcher)

### Final
- 21 mars 1998: AIK-Kareby IS 7-4 (Studenternas IP, Uppsala)